# Kaczynos-Kolonia
Kaczynos-Kolonia – osada w Polsce położona w województwie pomorskim, w powiecie malborskim, w gminie Stare Pole na obszarze Żuław Elbląskich.
W latach 1975–1998 miejscowość administracyjnie należała do województwa elbląskiego.